# 윌리엄 존스 (수학자)

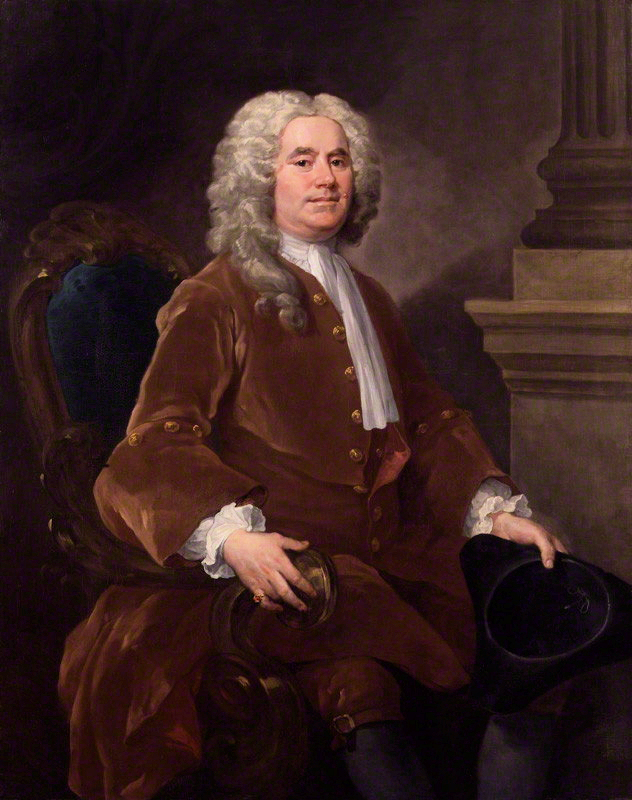
윌리엄 존스

윌리엄 존스(William Jones, 1675년 ~ 1749년 7월 3일)는 웨일스의 수학자이다. 1706년 원주율을 나타내는 기호 π(파이)를 자신의 저서에 처음으로 사용했다.